# تدمير الأخمينية لأثينا
كان تدمير الأخمينية لأثينا على يد الجيش الأخميني بقيادة خشايارشا الأول خلال الغزو الفارسي الثاني لليونان، وحدث على مرحلتين على مدى عامين، في 480-479 قبل الميلاد.

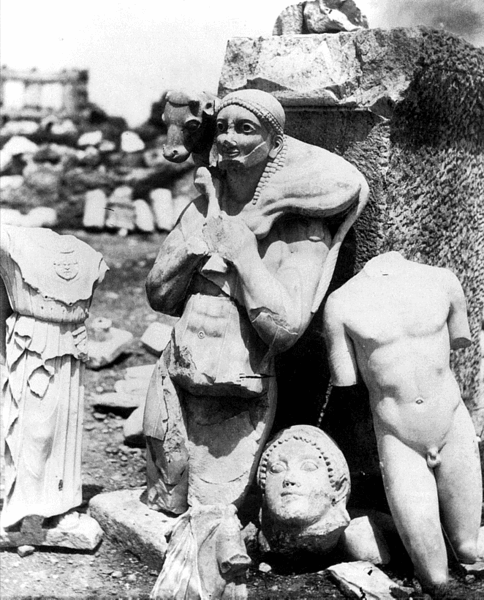
جزء من البقايا الأثرية يسمى بيرسيرشوت ، أو "الأنقاض الفارسية": بقايا تدمير أثينا على يد جيوش زركسيز. صورت عام 1866 ، بعد التنقيب مباشرة.

## المرحلة الأولى: زركسيز الأول (480 ق.م)
في عام 480 قبل الميلاد، بعد انتصار زركسيس الأول في معركة تيرموبيلاي، سقطت بيوتيا كلها في أيدي الجيش الأخميني. كما تم الاستيلاء على المدينتين، (تيسبيا وبلاتيا)، اللتين قاومتا زركسيز، وتم تدميرهما. وتركت أتيكا أيضًا مفتوحة للغزو، وبالتالي تم إجلاء سكان أثينا المتبقين إلى سلاميس ، بمساعدة أسطول الحلفاء. بدأ الحلفاء البيلوبونيزيون في إعداد خط دفاعي عبر برزخ كورنث، وبناء جدار، وهدم الطريق من ميغارا، وبالتالي ترك أثينا للفرس. سقطت أثينا للمرة الأولى في سبتمبر 480 قبل الميلاد. عدد قليل من الأثينيين الذين تحصنوا في الأكروبوليس هُزموا في النهاية، ثم أمر زركسيز بإحراق أثينا. حيث تم تدمير الأكروبوليس، وتم تدمير المعبد القديم لأثينا والبارثينون الأقدم: هؤلاء الفرس الذين صعدوا أولاً أخذوا أنفسهم إلى البوابات التي فتحوها وقتلوا المتوسلين منهم؛ ولما جعلوا جميع الأثينيين في حالة ذل، نهبوا الهيكل وأحرقوا الأكروبوليس بالكامل. - هيرودوت الثامن 53 

 
«بيرسيرشوت»، أو «الأنقاض الفارسية» تم العثور على العديد من بقايا التماثيل التي دمرها الأخمينيون، والمعروفة باسم «بيرسيرشوت»، أو «الأنقاض الفارسية» 

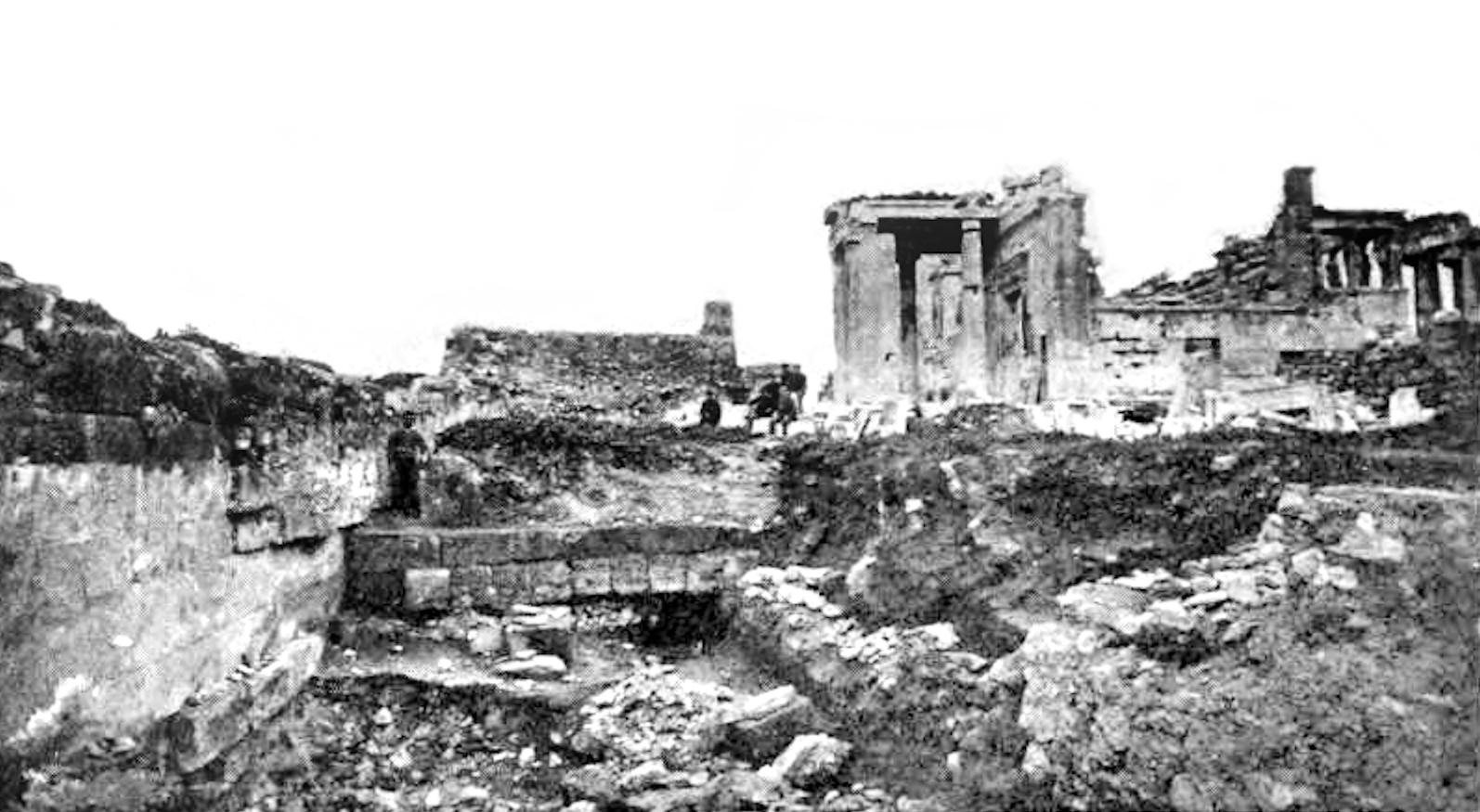
حفرة التنقيب في الأكروبوليس حيث تم العثور على بقايا تماثيل قديمة ، شمال ارخثيون
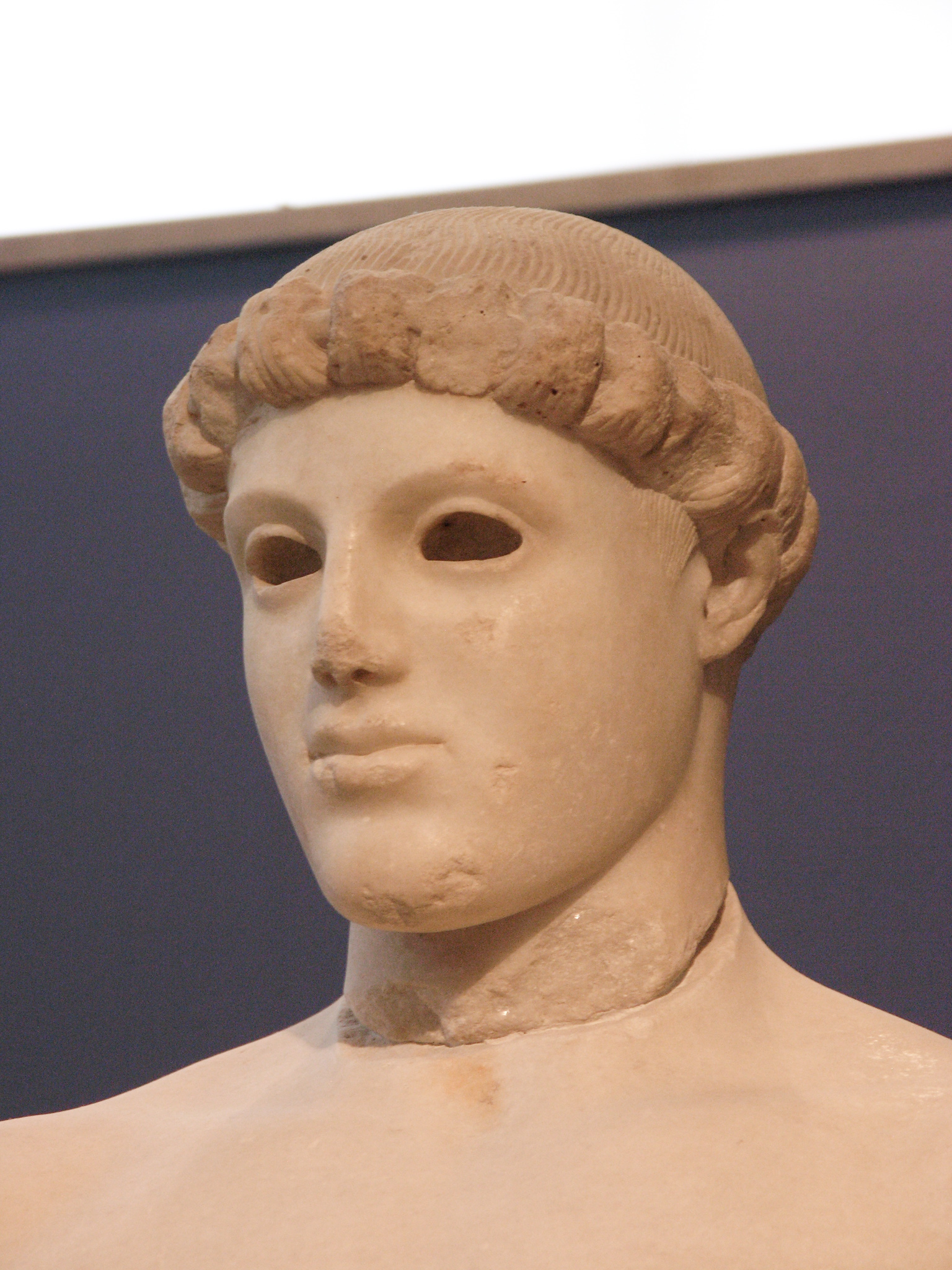
تم استرداد كريتيوس بوي ، مقطوع رأسه ، في بيرسيرشوت.
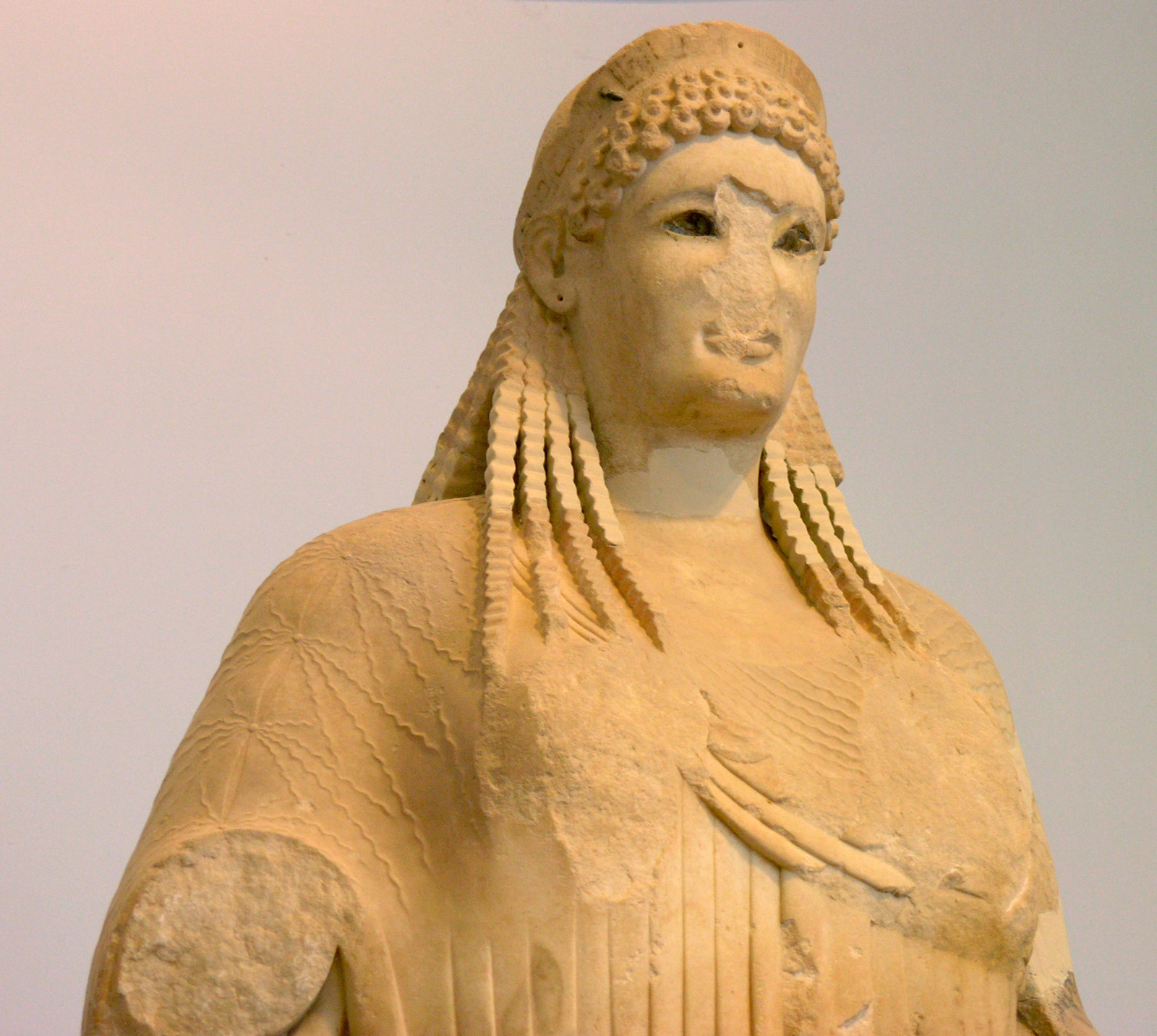
بقايا من أنتينور كور ، نفي من بيرسيرشوت.
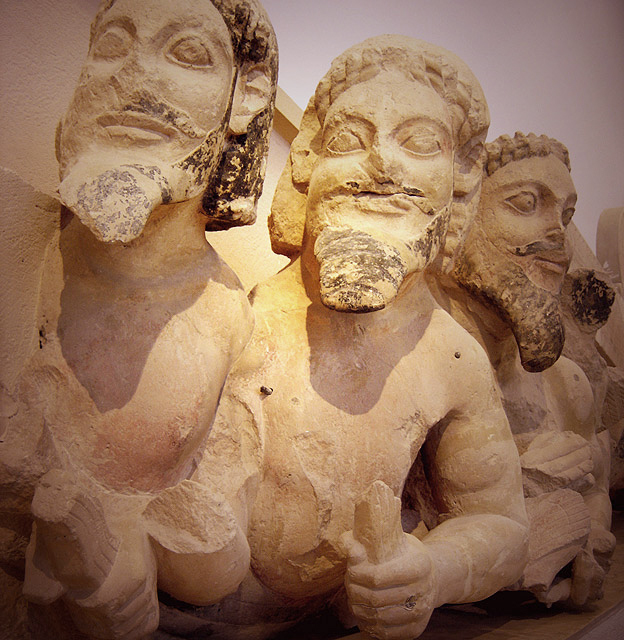
بقايا من هيكاتومبيدون االمتضررة
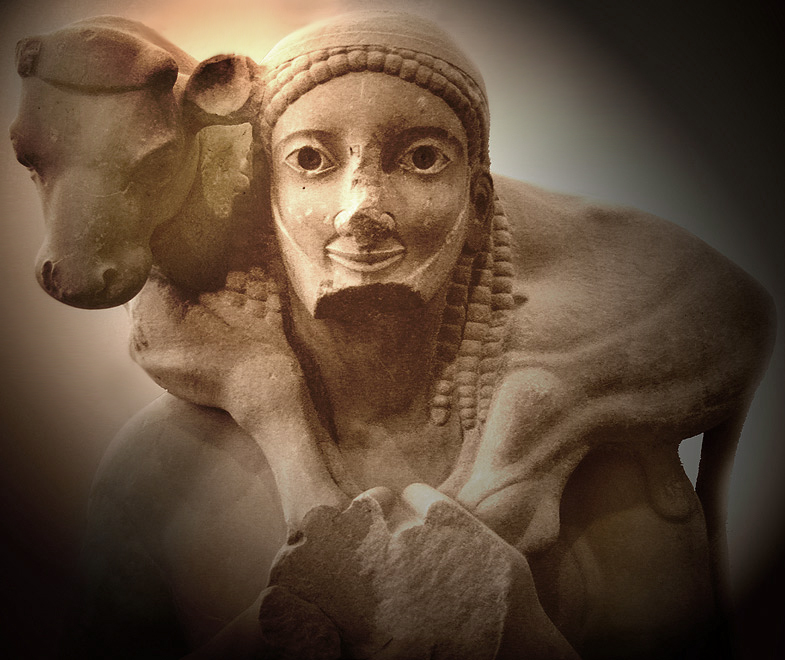
بقايا موسكوفورس المتضررة
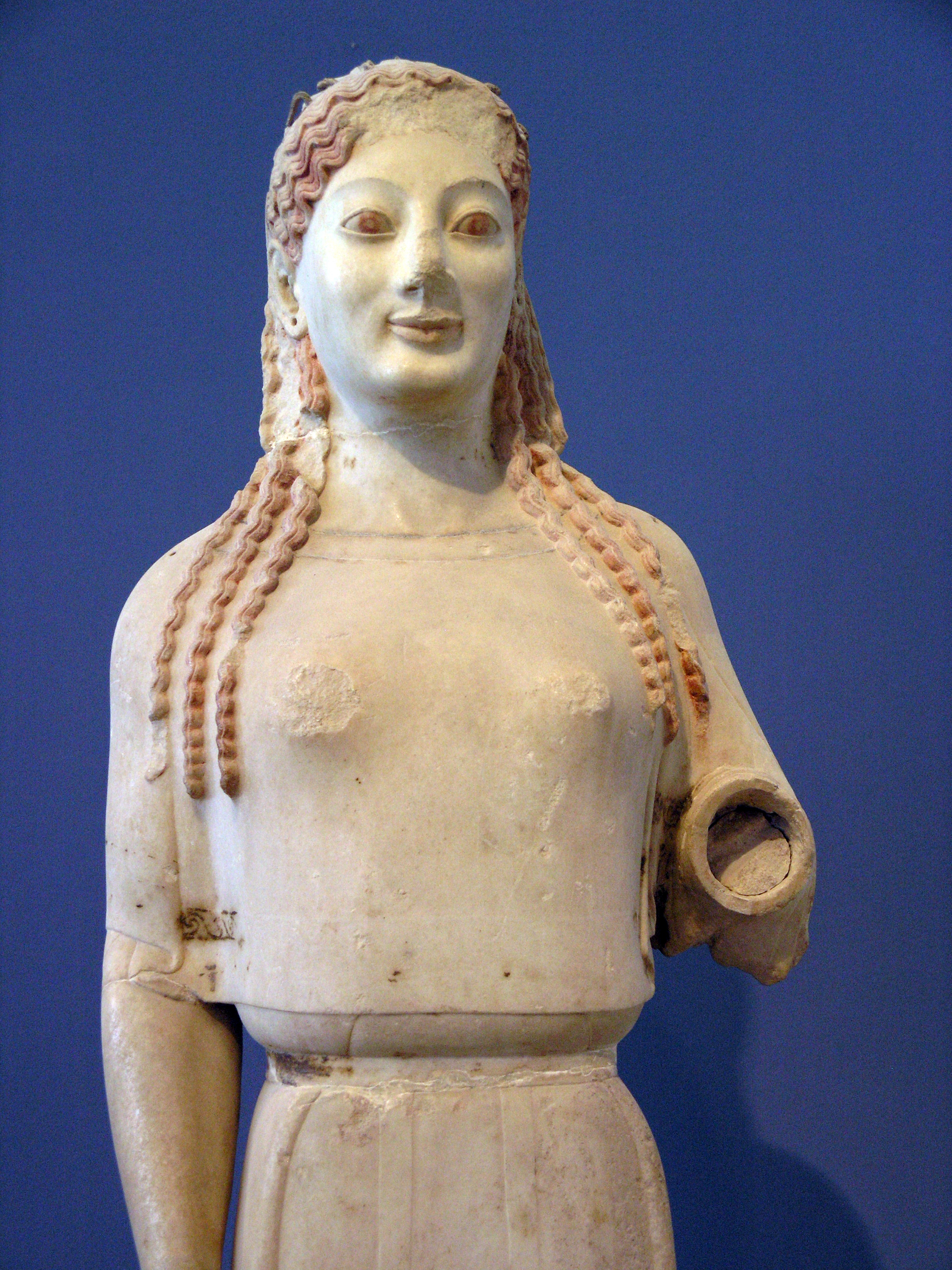
بقايا من بيبلوس كور المتضررة
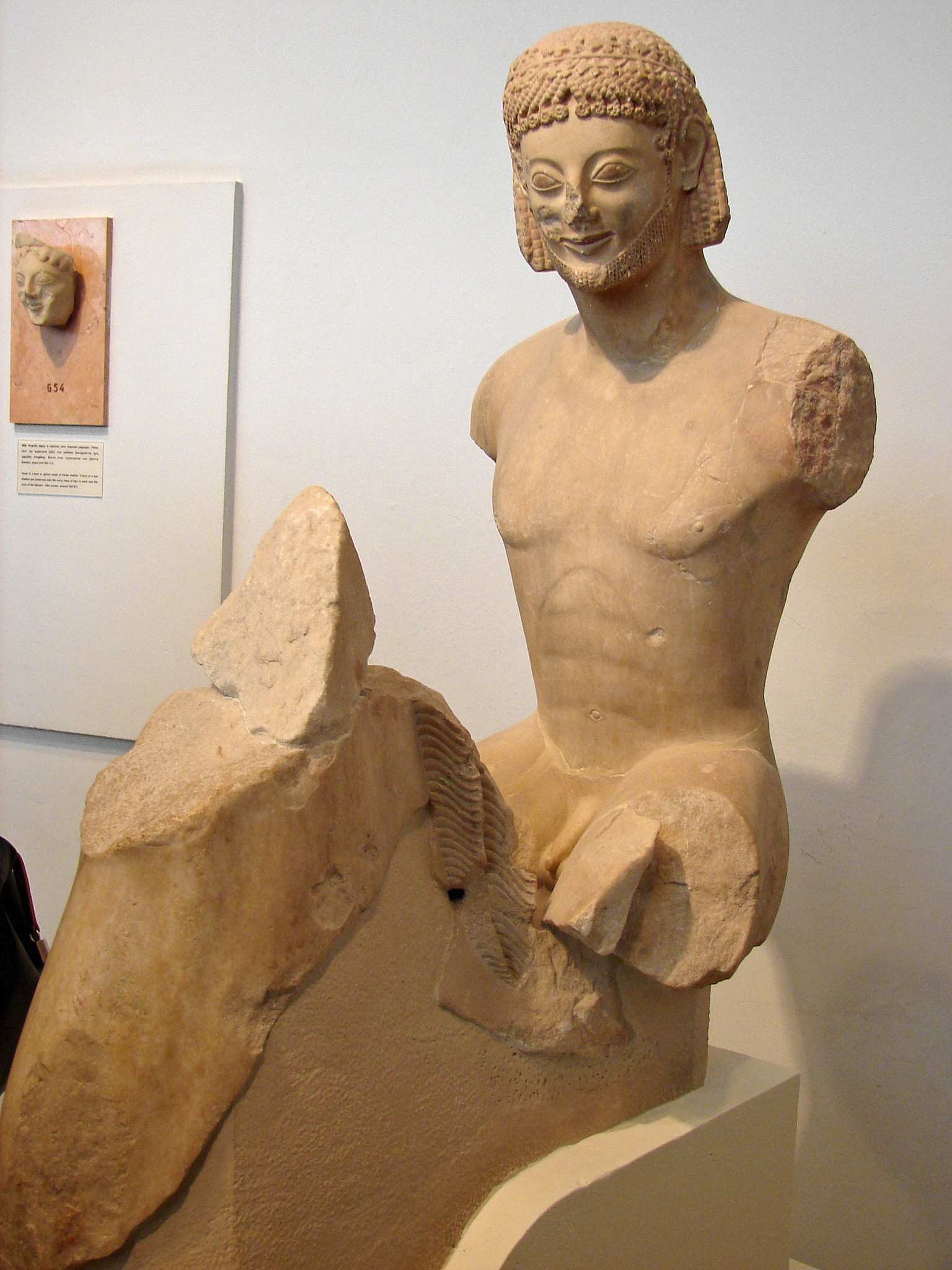
بقايا من رامبين رايدر المتضرر
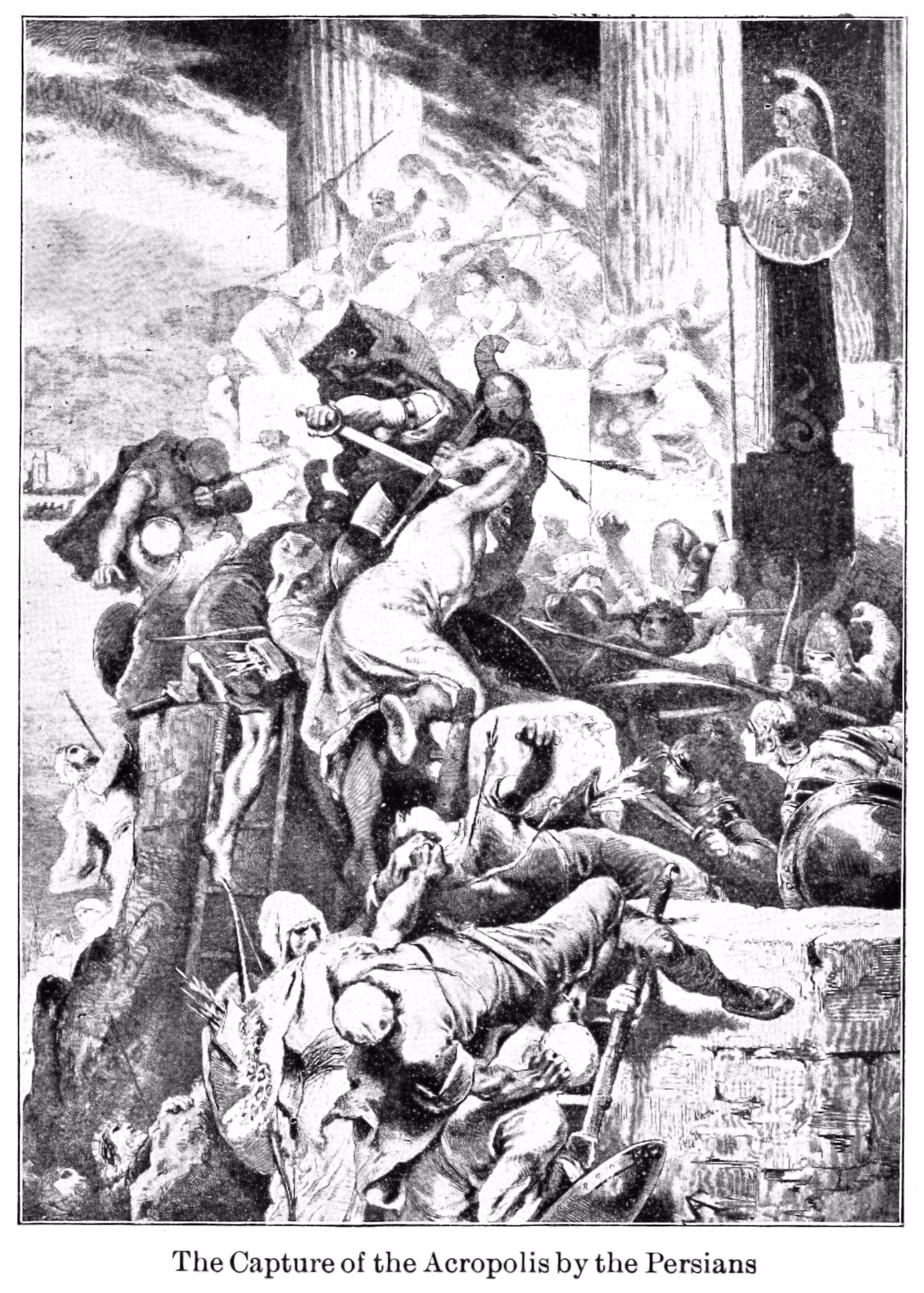
استيلاء الفرس على الأكروبوليس

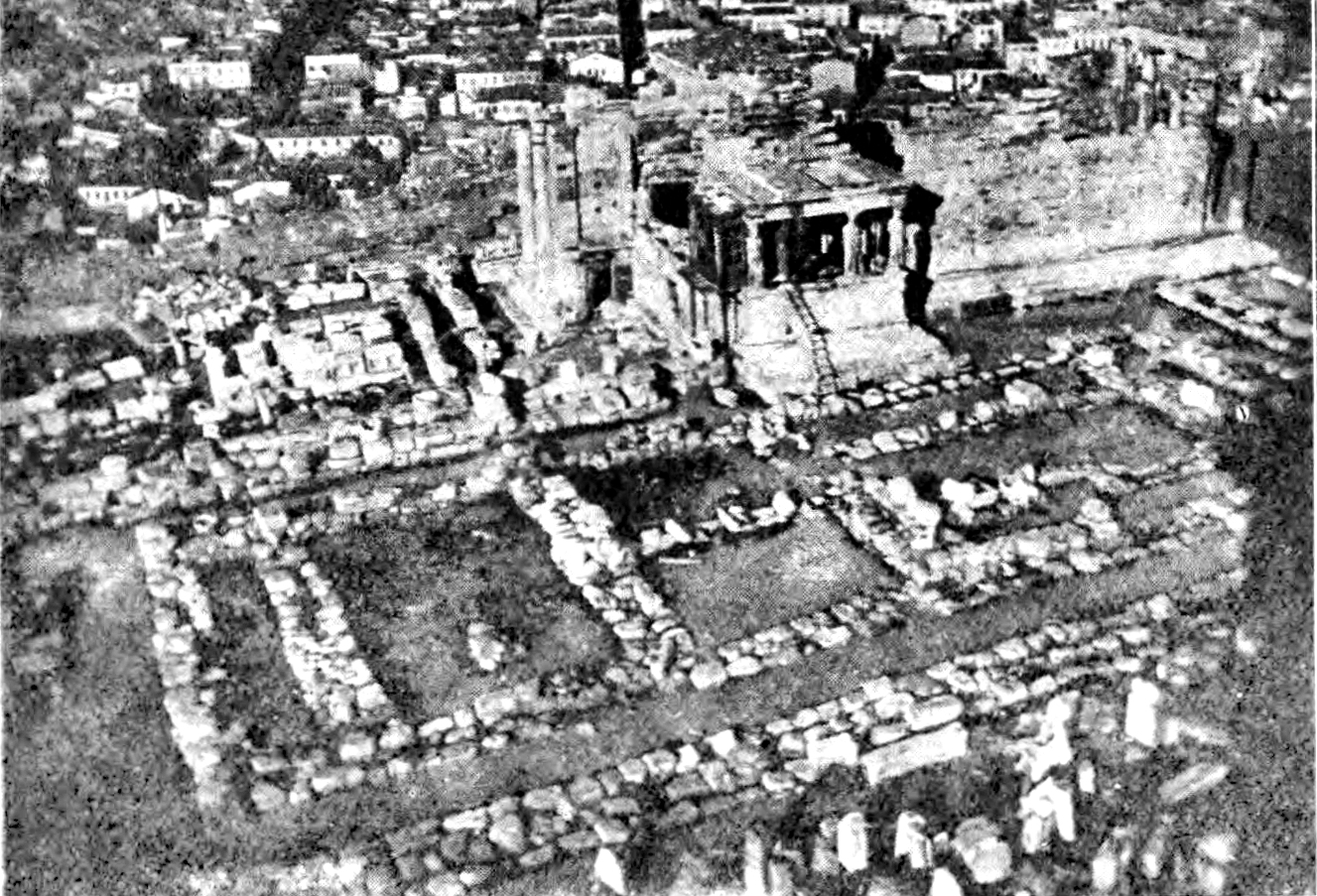
قواعد معبد أثينا القديم ، التي دمرتها جيوش زركسيس الأول.

كان التمثال «الذي أقيم بجانب البارثينون الأقدم تكريما لكاليماخوس في معركة ماراثون».يصور نايك (النصر)، على شكل امرأة بأجنحة، فوق عمود منقوش. يبلغ ارتفاعه 4.68 متر وهو مصنوع من رخام باريان. لم يتم العثور على رأس التمثال وأجزاء من الجذع واليدين. كما أزال زركسيز بعض التماثيل، مثل التمثال البرونزي لهارموديوس وهاريستوجيتون، «قتلة الطاغية»، والذي استعاده الإسكندر الأكبر في العاصمة الأخمينية سوسة بعد قرنين. لكن في سبتمبر، خسر زركسيز جزءًا كبيرًا من أسطوله لصالح اليونانيين في معركة سلاميس. مع إزالة التفوق البحري للفرس، خشي زركسيز من أن الإغريق قد يبحرون إلى هيليسبونت يدمرون الجسور العائمة.
وفقا لهيرودوت، تطوع ماردونيوس للبقاء في اليونان وإكمال الفتح مع مجموعة منتقاة بعناية من القوات، بينما نصح زركسيز بالانسحاب إلى آسيا مع الجزء الأكبر من الجيش. تخلت جميع القوات الفارسية عن أتيكا، وكان ماردونيوس يقضي فصل الشتاء في بيوتيا وثيساليا. وهكذا تمكن بعض الأثينيين من العودة إلى مدينتهم المحترقة لفصل الشتاء. كان عليهم الإخلاء مرة أخرى أمام التقدم الثاني لماردونيوس في يونيو 479 قبل الميلاد.

## المرحلة الثانية: ماردونيوس (479 ق.م)
بقي ماردونيوس مع بقية القوات الأخمينية في شمال اليونان. اختار بعضًا من أفضل القوات للبقاء معه في اليونان، وخاصة الخالدون والميديين والساكاي والباكتريون والهنود. اختار ماردونيوس أولاً جميع الفرس الذين يطلق عليهم الخالدون، باستثناء هيدارنيس قائدهم، الذي قال إنه لن يستقيل من شخص الملك؛ وبعد ذلك، الدعاة الفارسيون، والفرس الألف، والميديون والساكاي والباكتريون والهنود، على حد سواء، من الرجال وبقية الفرسان. اختار هذه الأمم كلها. من بين بقية حلفائه، اختار عددًا قليلاً من كل شعب، وكانوا من أفضل الرجال وأولئك الذين عرفهم أنهم قاموا ببعض الخدمات الجيدة وبذلك ارتفع العدد الكامل، مع الفرسان، إلى ثلاثمائة ألف رجل. - هيرودوت الثامن، 113.

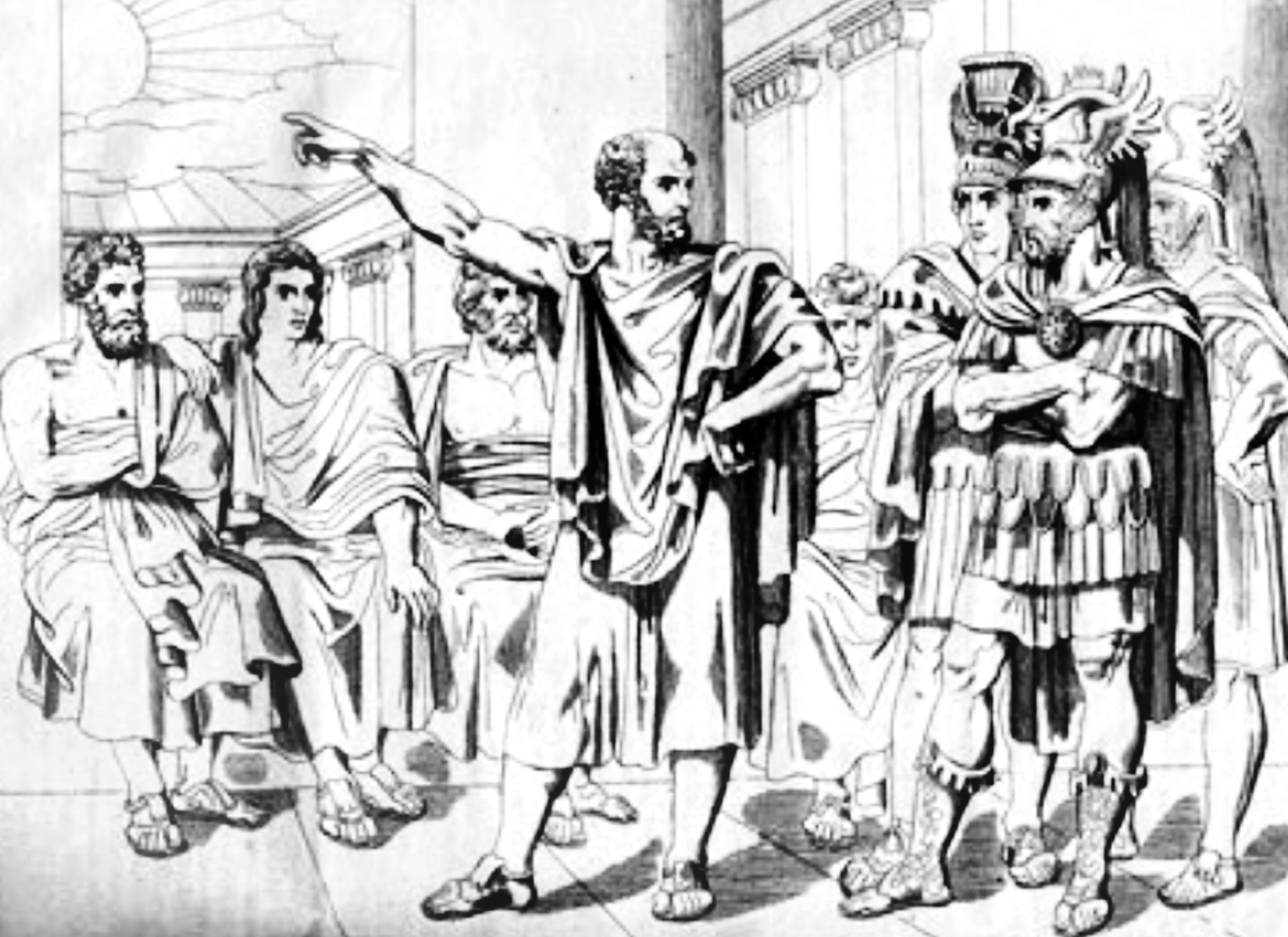
رد أريستيدس على سفراء ماردونيوس: «طالما بقيت الشمس على مسارها الحالي، فلن نتصالح أبدًا مع زركسيز».
بقي ماردونيوس في ثيساليا، مدركًا أن الهجوم على البرزخ لا طائل من ورائه، بينما رفض الحلفاء إرسال جيش خارج البيلوبونيسوس. تحرك ماردونيوس لكسر الجمود، من خلال تقديم السلام والحكم الذاتي والتوسع الإقليمي للأثينيين (بهدف إزالة أسطولهم من قوات الحلفاء)، باستخدام الإسكندر الأول المقدوني كوسيط. تأكد الأثينيون من وجود وفد سبارطي لسماع العرض، لكنهم رفضوه. وهكذا تم إخلاء أثينا مرة أخرى، وسار الفرس جنوبًا واستعادوا السيطرة عليها.
جلب ماردونيوس دمارًا أكثر شمولاً للمدينة، واعتبر بعض المؤلفين أن المدينة قد دمرت تمامًا بالأرض خلال هذه المرحلة الثانية. بحسب هيرودوت، بعد توقف المفاوضات: (ماردونيوس) أحرق أثينا، وأطيح تمامًا وهدم أي جدار أو منزل أو معبد بقي قائمًا - هيرودوت 

## إعادة اعمار المدينة:(479 ق.م)
أعاد الأثينيون بناء مدينتهم تحت إشراف ثميستوكليس. بعد ذلك تعرض الأخمينيون للضرب بشكل حاسم في معركة بلاتيا التي تلت ذلك، وتمكن الإغريق من استعادة أثينا. كان عليهم إعادة بناء كل شيء، بما في ذلك بارثينون جديد في الأكروبوليس.
قاد ثيميستوكليس جهود إعادة الإعمار هذه في خريف عام 479 قبل الميلاد، حيث أعاد استخدام بقايا البارثينون الأقدم ومعبد أثينا القديم لتعزيز جدران الأكروبوليس، والتي لا تزال مرئية حتى اليوم في الجدار الشمالي للأكروبوليس. كانت أولويته على الأرجح هي إصلاح الجدران وبناء دفاعات المدينة، حتى قبل محاولة إعادة بناء المعابد.

يعتبر ثيميستوكليس على وجه الخصوص هو من قام ببناء الجدار الشمالي للأكروبوليس الذي يضم حطام المعابد المدمرة، بينما يرتبط كيمون بالبناء اللاحق للجدار الجنوبي. تم بناء جدار ثيميستوكولين، الذي سمي على اسم ثيميستوكليس، مباشرة بعد الحرب مع بلاد فارس، على أمل الدفاع ضد المزيد من الغزو. تم إنجاز الكثير من جهود البناء هذه باستخدام سبوليا، بقايا الدمار من الصراع السابق. تم إعادة بناء البارثينون فقط في وقت لاحق، بعد انقضاء أكثر من 30 عامًا، من قبل بريكليس، ربما بسبب التعهد الأصلي بأن المعابد التي دمرها الأخمينيون لا ينبغي إعادة بنائها.

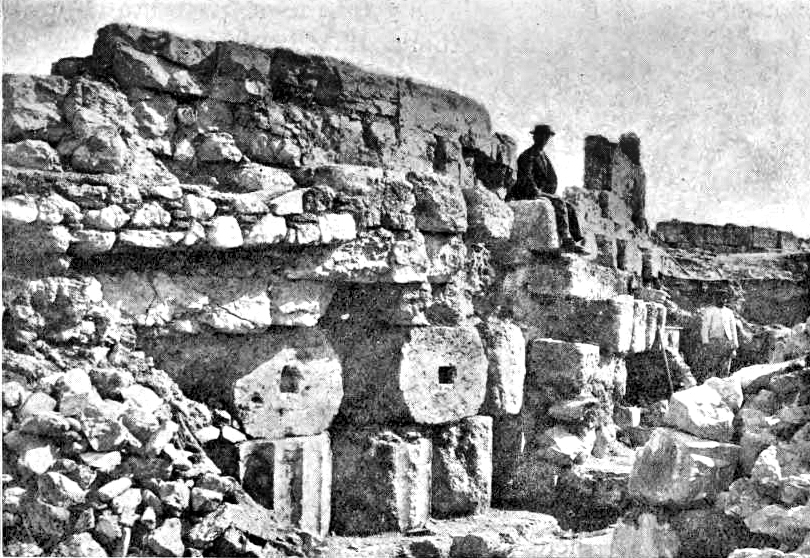
بقايا معمارية لمعبد أثينا القديم تم بناؤه في الجدار الشمالي للأكروبوليس بواسطة ثيميستوكليس.
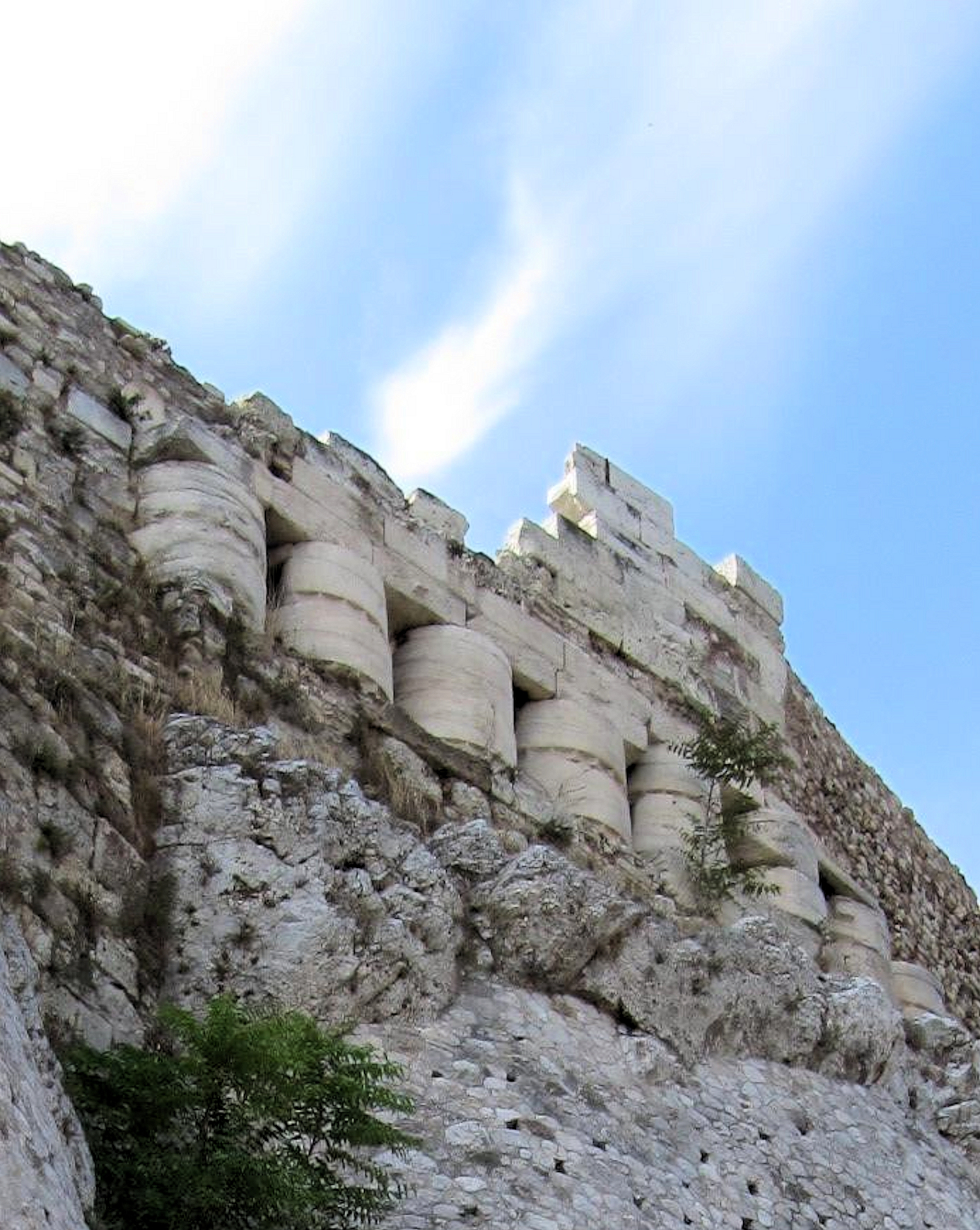
طبول عمود البارثينون الأقدم ، أعيد استخدامها في الجدار الشمالي للأكروبوليس ، بواسطة ثيميستوكليس
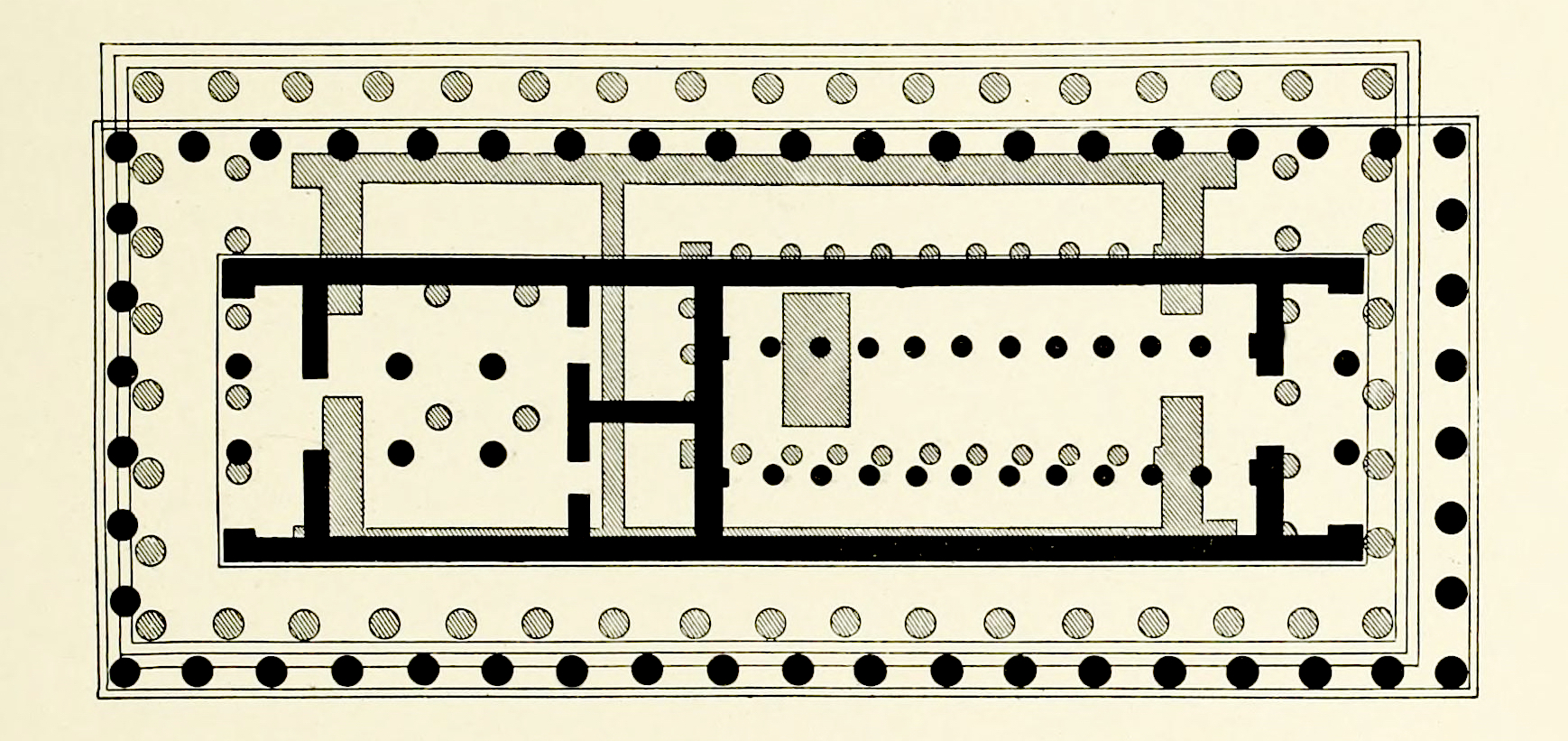
تم تدمير البارثينون الأقدم (باللون الأسود) من قبل الأخمينيين ، ثم أعاد بريكليس بناءه في عام 438 قبل الميلاد (باللون الرمادي).
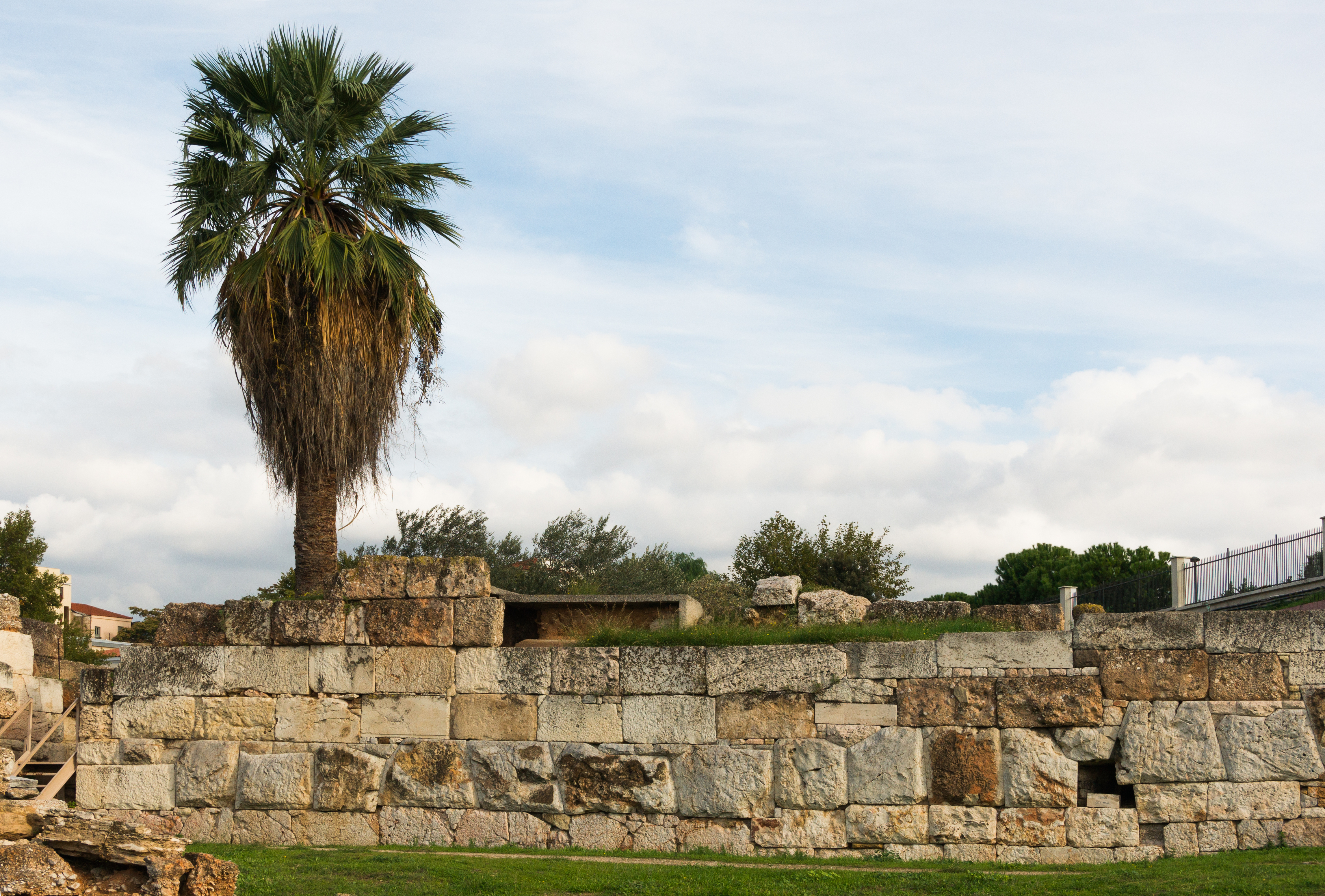
أنقاض جدارمدينة ثيوميستوكلين على اسم رجل الدولة الاثيني ثيميستوكليس

## الحرق الانتقامي لقصر برسيبوليس:(330 ق.م)
في عام 330 قبل الميلاد، أحرق الإسكندر الأكبر قصر برسيبوليس، المقر الرئيسي لسلالة الأخمينية المهزومة، بعد حفل شراب وبتحريض من التايلانديين. وفقًا لبلوتارخ وديودوروس، كان القصد من ذلك هو الانتقام من حرق زركسيز لمعبد أثينا القديم في الأكروبوليس في أثينا (موقع البارثينون الموجود) في عام 480 قبل الميلاد أثناء الحروب الفارسية. عندما اشتعلت النيران في كلام الملك [الإسكندر] ، قفز الجميع من على أرائكهم ومرروا الكلمة ليشكلوا موكب نصر على شرف ديونيسوس. على الفور تم جمع العديد من المشاعل. كانت الموسيقيات حاضرات في المأدبة، لذلك قادهم الملك جميعًا للخروج على صوت الأصوات والمزامير والأنابيب، وقادت الموموسات الأداء بأكمله. كانت أول من ألقى شعلتها المشتعلة في القصر بعد الملك. كما فعل الآخرون نفس الشيء، على الفور تم تدمير منطقة القصر بأكملها، كان الحريق كبيرًا جدًا. كان من اللافت للنظر أن تصرف زركسيز، ملك الفرس، ضد الأكروبوليس في أثينا كان يجب أن يتم سداده عينيًا بعد سنوات عديدة من قبل امرأة واحدة، وهي مواطنة من الأرض التي عانت منها، - ديودوروس صقلية

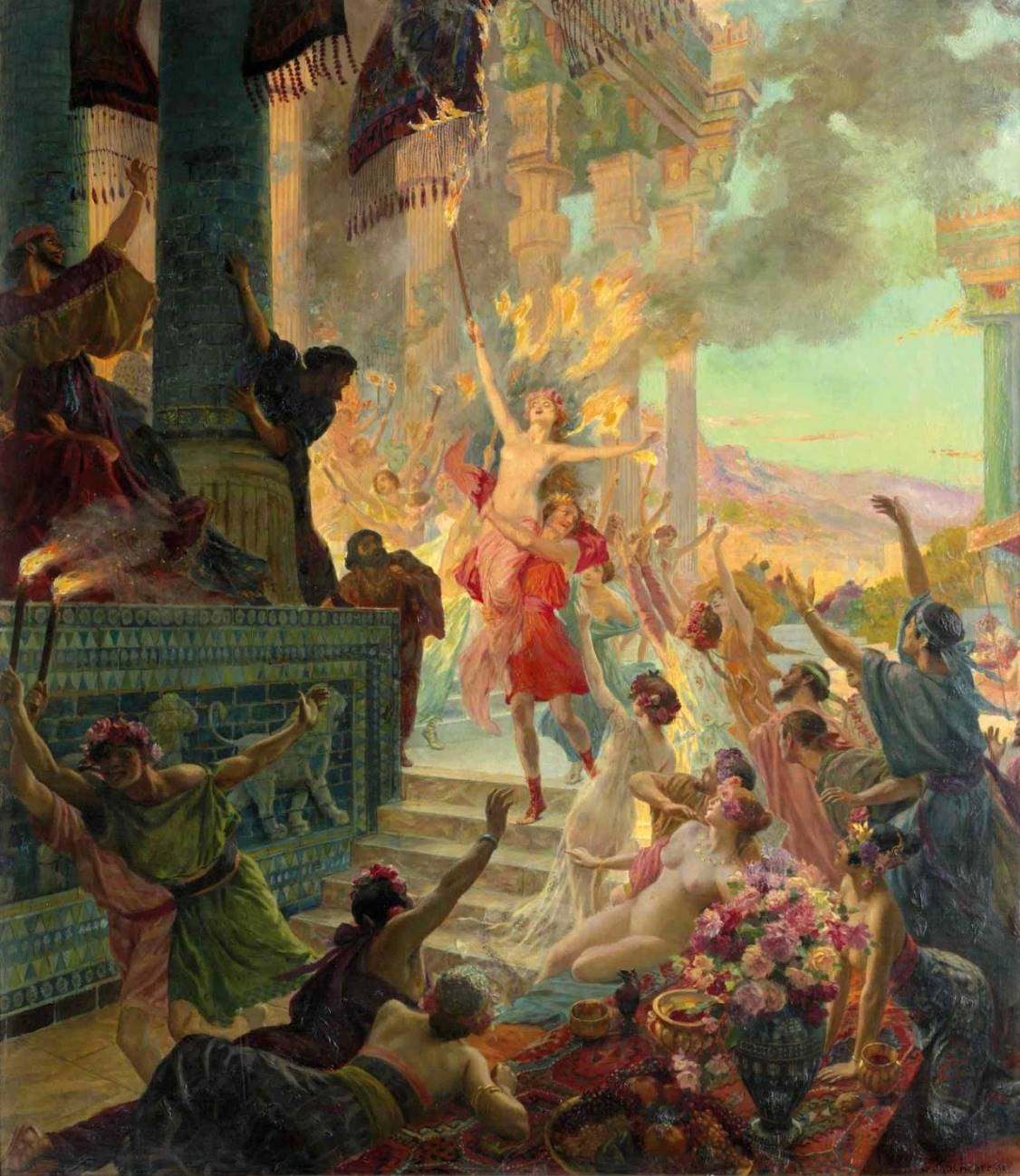
لوحة الإسكندر الأكبر رافعا تائيس التي تحمل الشعلة، في «حرق برسيبوليس» (L'incendie de Persepolis)، لجورج روشغروس ، 1890.